# Crime da mala (1908)
O crime da mala foi um crime ocorrido no Brasil em setembro de 1908, quando o comerciante e migrante sírio Michel Trad assassinou seu sócio Elias Farhat e ocultou o cadáver em uma mala.

## Antecedentes
Michel Trad nasceu em Beirute, em 1885. Em 1903, emigrou para o Cairo e, três anos depois, para São Paulo. De início, trouxe uma carta de recomendação para um comerciante estabelecido na rua 25 de Março, que o empregou. Mais tarde, trabalhou em um banco inglês, como guarda-livros e, por fim, em outra casa comercial, que era propriedade de Elias Farhat, de quem ficou amigo. Essa empresa havia sido construída em 1899 sob o nome Elias Farhat & Irmão, com o nome fantasia Casa Síria. Trad foi a Beirute visitar o pai e, depois de voltar a São Paulo, viajou novamente, para Paris, pretendendo providenciar mercadorias para um estabelecimento que pretendia abrir com o irmão de Elias, José Farhat.
Michel acabou se apaixonando pela jovem italiana Carolina Farhat, em solteira Catarina Mori, casada com Elias Farhat. Michel e Carolina tinham a mesma idade, 23 anos, enquanto Elias era onze anos mais velho. O casamento de Elias e Carolina não foi bem recebido por Maria Mori, mãe de Carolina, nem dos irmãos de Elias, assim como de outros membros da colônia síria. Na época, casamentos exógenos eram mal vistos. Havia suspeitas acerca da fidelidade de Carolina e era dito que Elias maltratava a mulher. O suposto adultério nunca foi confirmado, mas cartas trocadas por Carolina e Michel revelavam intimidade entre os dois. Nessas cartas, Carolina relatava seus sofrimentos e sentiu-se bem ao perceber suas mágoas acolhidas por Michel. Segundo a mesma, Elias tinha sido um bom marido até a chegada de sua família. Com esses fatos, Michel decidiu que Elias deveria morrer.

## Planejamento e crime
Em 2 de setembro de 1908, Michel convidou Elias para conversar sobre os problemas da Elias Farhat & Irmão, à beira da falência, num sobrado da rua Boa Vista. Quando Elias chegou, Trad ofereceu-lhe uma cadeira e afastou-se para pegar uma corda, escondida debaixo de um móvel. Rapidamente, envolveu o pescoço do outro, que estava de costas para ele, matando-o. Antes disso, Michel havia comprado uma mala numa loja da ladeira Porto Geral, indo mais tarde à rua de São João em busca de um funileiro para forrar a mala com folhas de zinco.
Após o crime, visitou a família de Elias e foi à polícia comunicar seu desaparecimento. Após voltar para o local, seccionou o corpo da vítima utilizando um instrumento cortante, para que coubesse na mala. Foi então à Estação da Luz e desceu a serra por trem, rumo a Santos. No cais, Trad inventou um destinatário falso para a bagagem e a embarcou no vapor Cordillère, que seguia para a França, com escala no Rio de Janeiro. A mala exalava um odor "insuportável", que Trad explicou provir de salames e queijos destinados a um amigo. O imediato do navio, não convencido, mas sem abri-la, pediu que a mala fosse colocada num ponto isolado do convés.
Já perto do Rio, quando tentava deslocar a mala para a amurada do navio, pretendendo atirá-la ao mar, foi detido por um tripulante. Assim, foi encontrado o corpo de Elias, em estado de decomposição. Ao desembarcar, Trad disse que dois italianos haviam forçando-o a transportar o volume até Santos, história essa que não teve crédito. Trad foi enviado para São Paulo, pela Central do Brasil, onde foi instalado no vagão postal. Em Palmeiras, alguns homens teriam tentado quebrar a janela do carro para atacá-lo. Quando chegou em São Paulo, ele contou novamente a história dos italianos, mas acabou por confessar o crime, em detalhes. No entanto, se recusou a revelar as razões de seu ato, nem mesmo em conversa com o secretário da Justiça Washington Luís.

## Julgamento
O delegado responsável pelo inquérito justificou o pedido de prisão preventiva escrevendo: "D. Carolina Farhat teve com Michel Trad colóquios amorosos e troca de cartas que, entre senhora casada e moço solteiro, nos termos em que são escritas, não deixam dúvidas a respeito das relações entre os dois." O juiz de primeira instância deferiu o pedido e Carolina, acompanhada da mãe, foi obrigada a comparecer à Central de Polícia em 10 de setembro de 1908, onde foi detida.
Grande parte da imprensa se colocou ao lado da moça. No dia seguinte à prisão, um habeas corpus foi impetrado em favor de Carolina, perante o Tribunal de Justiça. Uma aglomeração se formou na manhã do dia do julgamento, no fórum da cidade. Assim, a polícia mandou cercar a Praça da Sé e imediações, e para lá foram enviados cavalarianos e soldados da Força Pública.
Carolina chegou cedo ao fórum. À tarde, quando o julgamento ia começar no recinto do júri, o espaço reservado à assistência estava cheio de jornalistas, estudantes, profissionais liberais e três alunas da Faculdade de Direito. Primeiramente, falou a acusação, dizendo que havia fortes indícios que justificavam a prisão preventiva, como a visita de Michel a Carolina, quando Elias já estava morto, testemunhada por três senhoras sírias; o comparecimento da viúva à polícia, a pedido de Michel; e, especialmente, o teor das cartas trocadas entre os supostos amantes. Em seguida, o doutor Alfredo Pujol, advogado de "grande prestígio" em São Paulo, considerou duvidosos os depoimentos das senhoras sírias. Pujol disse que as cartas só poderiam ser consideradas incriminadoras em consequência de uma tradução ruim. O habeas corpus foi concedido por unanimidade.

### Prisão de Michel
Michel era considerado um "preso especial". Na prisão, registrou um diário em francês, escrevendo também As Evasões Célebres da Cadeia Pública de São Paulo, que descreve a psicologia dos presos e critica o sistema penitenciário, e um relato da revolução tenentista de 1924, A Revolução de Julho Vista da Cadeia. Com dezesseis anos de pena, Michel foi posto em liberdade. Acabou se envolvendo com tráfico de drogas e foi preso novamente, sendo expulso do Brasil.

## Obras derivadas
Em 13 de outubro de 1908 foi lançado o curta-metragem A Mala Sinistra, uma reconstituição do crime. O historiador Boris Fausto explica o crime no livro O crime da Galeria de Cristal — E os dois crimes da mala, onde fala também sobre o crime da Galeria de Cristal e o crime da mala de 1928.